# Xã đặc quyền Union, Michigan
Xã Union (tiếng Anh: Union Township) là một xã thuộc quận Isabella, tiểu bang Michigan, Hoa Kỳ. Năm 2010, dân số của xã này là 12.927 người.